# Sean Penn
Sean Justin Penn (Santa Monica, Kalifornia, 1960. augusztus 17. –) kétszeres Oscar-díjas amerikai színész, rendező és politikai aktivista.
Karrierje során olyan filmekben szerepelt, mint a Carlito útja, a Játsz/ma, Az őrület határán, a Titokzatos folyó vagy a Milk. Utóbbi kettőért kapta meg a Oscar-díjat, de ezek mellett büszkélkedhet a Cannes-i fesztivál legjobb férfi alakításának díjával, egy Golden Globe-díjjal, két Volpi Kupával és számos kritikusi elismeréssel. Filmszerepei mellett feltűnt televíziós sorozatokban, zenei klipekben és játszott már klasszikus színházi darabokban is.

## Fiatalkora és családja
Sean Penn igazi művészcsaládban született 1960-ban a Kalifornia állambeli Santa Monicában. Apja Leo Penn, akit főként sorozatok rendezőjeként jegyeznek Hollywoodban, de feltűnt már színészként és forgatókönyvíróként is. Anyja Eileen Ryan színésznő, aki olyan filmekben játszott, mint a Benny és Joon, a Magnólia, de nyolc filmben fiával, Seannal is együtt szerepelt. Sean mellett még két gyermekük született: Chris Penn szintén színész, aki ugyan nem lett akkora sztár, mint bátyja, de azért olyan filmeket mutathat fel, mint a Rablóhal vagy a Kutyaszorítóban. Christ 2006. október 10-én holtan találták a Santa Monica-i négyszintes társasházukban, halálát szívmegnagyobbodás okozta. A legidősebb testvér a zeneszerzőként ismert Michael Penn. Apai nagyszülei zsidó bevándorlók voltak Litvániából és Oroszországból, míg anyai ágról katolikus ír/olasz származású.
Sean születése előtt a család sokat költözött Kalifornia különböző részeitől egészen Észak-Hollywoodig. Végül letelepedtek Malibuban, ahol Sean született és ahol iskolába járt, a Santa Monica High Schoolba. Ott iskolatársai és barátai voltak Emilio Estevez, Charlie Sheen és Rob Lowe.
Sean eredetileg ügyvédnek készült, később azonban úgy döntött, hogy családját követve ő is színész lesz, így a Los Angeles Repertory Theater tagja lett. Itt dolgozott a színfalak mögött, ahol főként takarított és szállított. A színpadi előadások után tévéfilmekben is debütálhatott.

## Pályafutása

### Filmszínészi pályafutása

#### A kezdetek
Apja jóvoltából kezdhette karrierjét 1974-ben, mivel ő rendezte A farm, ahol élünk sorozat három részét. Következő próbálkozása szintén egy sorozatban volt, a Barnaby Jones egy epizódjában. A rész egy rehabilitációs iskolában játszódik, melyben gyilkosságok történnek. Sean egy szenvedélybeteget alakít. Az epizódban feltűnik a szintén híres Ed Harris és Madeleine Stowe is.
Leo Penn felelős azért is, hogy 1981-ben tv-filmben is debütálhatott. A Helliger's Law című produkció nem volt sikeres, Telly Savalas volt a főszereplő. Ezután jött egy másik tv-film, a Killing of Randy Webster. Penn-nek a tv-filmben egy gyereket kellett alakítania, akit lelőtt a houstoni rendőrség. Ugyan nem volt nagy szerep, de már kezdett hozzászokni a színészethez, és ezt követően elkezdett filmekben szerepelni.

#### 1980-as évek
A tv-filmek után Sean elkezdhetett filmezni. Első filmje 1981-ben a Takarodó volt. Alex Dwyer kadét szerepére több mint 2000 színész jelentkezett, azonban Shirley Rich casting-rendező Pennt választotta. A filmben be akarnak zárni egy katonai iskolát, ennek megakadályozására a diákok lépnek fel. A kadétok közt Timonthy Hutton és Tom Cruise (akinek szintén ez volt az első szerepe) játszott. 1982-re már főszerepet kapott a Változó világban. A romantikus vígjátékban a drogos, szörfös Jeff Spicolit alakította. Ugyan övé volt a főszerep, ennek ellenére olyanoktól lopta el a show-t, mint Jennifer Jason Leigh, Forest Whitaker, Anthony Edwards és Nicolas Cage. Az akkor első filmjét rendező Lina Shanklintől kapott szerepet a Summerspell című életrajzi drámában, azonban sem a film, sem Penn nem jutott előbbre.
Ismét főszerepet következett: a Rosszfiúkban egy chicagói srácot alakított, aki folyamatosan a bajt keresi, mígnem bekerül a fiatalkorúak börtönébe, azonban ott is kivívja magának a tiszteletet. A szerep kedvéért Penn ellátogatott egy chicagói fegyintézetbe, azonban egy éjjel az egyik fegyőr rátámadt, mert összetévesztette egy igazi bűnözővel. 1984-ben a Kasszafúrókban szélsőséges szerepet vállalt mint szakadt ruhákban járó, magát rockzenésznek képzelő Don Dillard, aki "másodállásban" betörő, csakúgy mint Donald Sutherland. A filmet 1984-ben jelölték a Berlini Nemzetközi Filmfesztiválon Arany Medve-díjra. Romantikus filmre szánta el magát, mikor elvállalta a Versenyfutás a Holddal című filmet. A filmbeli szerelme, Elizabeth McGovernnel (akit a forgatás után eljegyzett) és barátja, Nicolas Cage (akivel a film után tényleg szoros barátságot kötött) játszik. Az évtized második felében egyre több filmet vállalt, mely egyre sikeresebbé tette.
A Takarodó című film után, 1985-ben ismét Timothy Huttonnal játszott a Sólyom és a nepperben. A moziban Daulton Lee-t alakítja, aki a CIA-nél dolgozik, de ő inkább az oroszoknak adja el az információkat jó pénzért.
1986-ban Christopher Walkennel, anyjával, Eileen Ryannal és testvérével, Chris Penn-nel szerepelt a Lőtávolban című produkcióban. Közönség terén nem futott be, azonban a berlini kritikusok dicsérték a filmet. Sean karrierje mélypontján volt, mikor szerepelt feleségével a Sanghaji meglepetésben. Penn megkapta az első filmes jelölését, ez azonban egy Arany Málna-jelölés volt mint a legrosszabb színész. Ennek ellenére Madonna egyre feljebb jutott karrierjén, Sean pedig sehol sem volt. 1988-ban Los Angelesben forgatott, mikor elvállalta a Színeket. Egy lelkes rendőrt játszik, aki munkatársával (Robert Duvall) megpróbálja megtisztítani a várost a bűnözőktől. 1988-ban még egy filmben, a Menedékjogban szerepelt exszomszédjával, Martin Sheennel. Első emlékezetes alakítását 1989-ben kapta meg A háború áldozatai című filmben. A filmet Brian De Palma rendezte, aki mögött már olyan filmek voltak, mint a Carrie, A sebhelyesarcú vagy az Aki legyőzte Al Caponét. Sean szerepe Tony Meserve őrmester volt, a sokat látott katona, akinek már semmi emberi érzése sincs. Olyan színészekkel játszott, akik akkoriban kezdték pályafutásukat: Michael J. Fox, John C. Reilly, John Leguizamo vagy Ving Rhames. A film siker lett, Pennt is dicsérték a kritikusok, ráadásul elvált Madonnától, így már csak a karrierjére koncentrálhatott. Az évtized utolsó filmje a Nem vagyunk mi angyalok vígjáték volt, Robert De Niróval. A film ugyan semmilyen téren nem lett nagy siker, azonban Penn nagyon jó barátságot kötött De Niróval.
Az 1990-es években már nem kellett annyira küzdenie a filmekért, és már a családja segítségére sem volt szüksége.

#### 1990-es évek

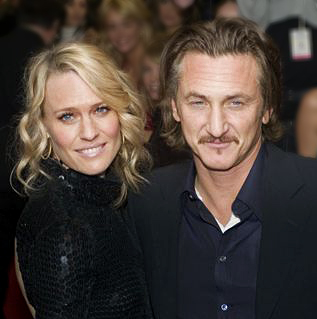
Robin Wright és Sean Penn 2006-ban

Sean Penn a kilencvenes éveket egy kétperces jelenettel indította a Kékharisnya című filmben. Ugyanebben az évben azonban Terry Noonan karakterébe bújt A pokol konyhája című krimiben. A filmben a rendőrök beépített embereként vissza kell térnie az ír maffiához, ahol régen "dolgozott", és börtönbe juttatni Frankie-t (Ed Harris) és Jackie Flanneryt (Gary Oldman), aki anno a legjobb barátja volt. A film forgatásán ismerkedett meg Robin Wrighttal. Ezután egy évet hagyott ki színészet terén, hisz összeköltözött Wrighttal, és megszületett első gyermekük, Hopper Jack (aki nevét a család két jó barátjától kapta, Jack Nicholsontól és Robert De Nirótól). 1992-ben is mindössze egy rövidfilmben szerepelt, a Cruise Controlban, melyet Oscar-díjra jelöltek. 1993-ban visszatért De Palma kezei alá a Carlito útja című krimi-drámában. A szerep kedvéért átalakította magát: szemüveget viselt, és kopaszodó, göndör hajat hordott, hogy David Kleinfeldet, Carlito ügyvédjét keltse életre. Az alkotás sikeres fogadtatásban részesült, melyben Penn is részesült: megkapta élete első Golden Globe-jelölését a legjobb férfi mellékszereplő kategóriában. Tim Robbins rendezésében játszott mint Matthew Poncelet, a halálraítélt rasszista rab, aki a megbocsátást keresi. A film címe Ments meg, Uram!. Sean karakterét Elmo Patrick Sonnierről és Robert Lee Willie-ről mintázták, akiket tényleg kivégeztek 1974-ben. Alakításáért ismét jelölték Golden Globe-díjra és első ízben az Oscar-díjra is.
Miután megházasodott 1996-ban, rögtön feleségével játszott a Szeretetvágyban. De ezen a filmen kívül még három filmet is elvállalt. A Robin Wrighttal való közös filmezést folytatta az Életem szerelme című filmben. Itt egy párt alakítanak, akik folyton a kocsmákban isszák le magukat, később azonban az egyikük elmegyógyintézetbe kerül, míg a másik meggazdagszik, azonban ez semmit sem változtat érzelmeiken. Alakításáért a Cannes-i fesztiválon a legjobb férfi alakítás díjjal jutalmazták.A filmet John Cassavetes írta, aki már 1989-ben le akarta forgatni a filmet Penn-nel, de Cassavetes 1989-ben elhunyt. Majd Oliver Stone rendezésében Bobby Coopert alakította a Halálkanyarban Jennifer Lopez és Nick Nolte partnereként. 1997-ben az utolsó filmje a Játsz/ma című thriller volt. A filmben Nicholas Van Orton (Michael Douglas) testvérét, Conradot játssza. A szerepet igazából nem ő, hanem Jodie Foster játszotta volna, hisz az eredeti forgatókönyvben nővére volt Nicholasnak, de film gyártója elvette a szerepet a színésznőtől. Így megváltozott a karakter, és Seanra esett a választás. A filmet jól fogadták a kritikusok, hazájában 48 millió dollárt, Amerikán kívül 61 millió dollár bevételt hozott. Később Robert Downey Jr. apjának filmjében szerepelt, a Pancsolj, pancser!ben, melyben Downey Jr. volt a főszereplő. 1998-ban színházakban is sokat játszott, és a Zűrzavar című filmben szerepelt, melyben már szerepelt egyszer 1988-ban. A film nem lett nagy siker, egyedül Pennt ismerték el a kritikusok: Velencei Nemzetközi Filmfesztiválon Volpi Kupaban részesült. Az őrület határán című háborús drámában azzal a Don Harvey-vel és John C. Reillyval játszott, akikkel az A háború áldozataiban szerepelt. De nemcsak velük, hanem Kirk Acevedo, Adrien Brody, George Clooney, John Cusack, Woody Harrelson, Nick Nolteval is. A történet az amerikai hadsereg legvéresebb csatáit meséli el a második világháborúban. A filmet 7 Oscar-díjra jelölték, köztük a legjobb film kategóriában is. A '90-es évek utolsó filmje A világ második legjobb gitárosa volt, melyet Woody Allen rendezett. Itt Emmet Ray-t, a felelőtlen, alkoholista, híres jazzgitárost vitte vászonra, annyira parádés játékkal, hogy ismét Oscar-díjra és Golden Globe-díjra jelölték.

#### 2000-es évek
Az új évezred után a W. Somerset Maugham regényéből írt, Gyilkosság a villában című romantikus krimiben kezd Kristin Scott Thomasszal a főszerepben. Ezután a Mielőtt leszáll az éjben Javier Bardem és Johnny Depp társaságában volt látható. A film Reinaldo Arenas homoszexuális író életét mutatja be. Penn alkoholista költőként tűnik fel az Örvénylő vizekenben. 2001-ben sorozatban is kipróbálta magát, méghozzá a tíz évadig futó Jóbarátokban. Két epizódig szerepelt, melyben Phoebe Buffay nővérének vőlegényét, Ericet alakítja. Címszereplője volt a Nevem Samnek. Itt egy szellemi fogyatékost alakít, akinek lányát egy szociális munkás nevelőszülőnél akarja hagyni. Így fel kell vennie a harcot a jog ellen. A szerep kedvéért ellátogatott egy Los Angeles-i elmegyógyintézetbe is. A filmbeli barátai közül is voltak fogyatékosok. Fáradozásaiért ismét jelölték Oscar-díjra, azonban ez ismét nem az ő kezébe került. Egy év kihagyás után 2003-ban A végső megoldás: szerelem című romantikus sci-fiben volt látható Joaquin Phoenix oldalán. Ezután élete egyik legfontosabb alakítása következett: a Titokzatos folyó. A filmet Clint Eastwood rendezte, Penn mellett olyan színészekkel, mint Tim Robbins, Kevin Bacon vagy Laurence Fishburne. A film három gyerekkori barátról szól, akik hirtelen elszakadtak egymástól. Felnőttként újra találkoznak, mivel Jimmy (Penn) lányát meggyilkolták. Az ügy érdekében Sean (Bacon) kezd el nyomozni, azonban mindketten Dave-t (Robbins) kezdik el gyanúsítani. A filmet 39 nap alatt forgatták le. Penn alakításával elnyerte az Oscar-díjat. Egy másik nagyszerű alakítást nyújtott a 21 gramm című filmben, melyben Naomi Watts és Benicio del Toro mellett volt látható. A filmbeli Paul Rivers, a boldogtalan házasságban élő férfi megformálásáért ismét a Volpi Kupa győztese lett. Ritkán jelöl valakit kétszer egy évben a Brit Filmakadémia, de 2004-ben két filmjéért is jelölték. 2004-ben A Richard Nixon-merénylet életrajzi filmben Samuel J. Bickle-t viszi a vászonra, az egyszerű munkásembert, akinek összeomlik az élete, ezért az elnököt, Richard Nixont okolja. A filmben ismét anyjával játszott. 2005-ben Sydney Pollack rendezésében A tolmácsban szerepelt.
Az 1949-es A király összes embere című mozit dolgozták fel újra 2006-ban, melynek ismét Sean a főszereplője, olyan sztárok mellett, mint Jude Law, Anthony Hopkins vagy Kate Winslet. A régebbi változat hét Oscar-díjból hármat megkapott, ezt azonban még jelölésre sem méltatták, és a közönségnek is megoszlott a véleménye. 2007-ben Robin Wright beadta a válást, és ezt Penn-nek intéznie kellett, így ebben az évben csak az angol változat szinkronhangja volt a Persepolisnak. Azonban 2008-ra visszatért a film világába, megkapta a Milk címszerepét. A rendező Gus Van Sant már tizenöt éve le akarta forgatni a filmet, azóta Harvey Milk megformálására Robin Williams, Richard Gere, Daniel Day-Lewis és James Woodsot is kiszemelte, amit végül Penn kapott. A szerephez műorrot, -fogat, kontaktlencsét és műhajat kapott. A Golden Globe-díjat nem, azonban az Oscar-díjat megnyerte (amit sokak szerint nem ő érdemelt volna), így ő lett a kilencedik színész, aki két alkalommal nyerte el a legjobb férfi főszereplőnek járó szobrocskát. Pennt nem a kritikai siker érdekelte, a szerepet LMBT polgári jogokért vállalta el.

#### 2010-es évektől napjainkig
A 2010-es évek első filmje a Államtrükkök című életrajzi film volt, melyben már harmadjára volt látható Naomi Wattsszal. 2011-ben Az élet fája fantáziadráma filmben Brad Pitt-tel játszott. A filmet jelölték az Oscar-gálán a legjobb film kategóriában. Ugyanebben az évben a This Must Be the Place-ben egy kiöregedett rocksztárt alakított, aki unalmában megkeresi azt a náci tisztet, aki megölte az apját. Mindkettőt bemutatták a 2011-es cannes-i fesztiválon. A The Three Stooges című filmből Sean családi gondjai miatt elhagyta a stábot, viszont 2012-ben szerepet vállalt a The Gangster Squadban, melyben Mickey Cohent játssza, olyan nagyszerű színészek mellett, mint Ryan Gosling és Josh Brolin.

### Színpadi színészként
Filmszerepek mellett színházi szerepeket is játszik. 1980-ban a Los Angeles-i Los Angeles Group Repertory színházban a Földigilisztákban játszott. Egy évvel később Jamest alakította a Heartlandben. 1983-ban a Playhouse Színházban a Slab Boys című darabban szerepelt, majd 1988-ban Eddie-ként volt látható a Zűrzavarban, melyet 10 évvel később a mozifilmben is eljátszott.
Az ezredforduló első évében San Franciscóban, a Theatre on the Square-ben a The Last Henry Mossban folytatta színház szereplését.

### Rendezőként
Penn rendezői debütálása 1991-ben az Indián vér című családtörténet volt. Ennek forgatókönyvírója is volt, valamint bemutatták a Locarnói Nemzetközi Filmfesztiválon. A filmbe David Morse-t és azt a Viggo Mortensent hívta meg, akivel később a Carlito útja című filmben is szerepelt. 1995-ben ismét Morse-szal és egyik legjobb barátjával, Jack Nicholsonnal forgatott: a Menekülés az éjszakába indult a Velencei Nemzetközi Filmfesztiválon. 2001-ben Friedrich Dürrenmatt regényéből Az ígéret megszállottja című filmet rendezte, ismét Nicholsonnal.
Pennt több fesztiválon is jelölték.
Társrendezője volt a Bruce Springsteen: The Complete Video Anthology 1978-2000-nek, melyben Bruce Springsteen életét vitték egy doku-musicalbe. 2002-ben a 110901 – Szeptember 11. című filmben is benne volt. Itt 11 rendező 11 történetét rakták össze.
Seanék Peter Gabriel angol zenész életét vitték filmre a Peter Gabriel: Playben.
2007-ben az Út a vadonba című kaland-drámát rendezte meg. A filmet két Oscar-díjra jelölték, és megkapott egy Golden Globe-díjat.

## Magánélete

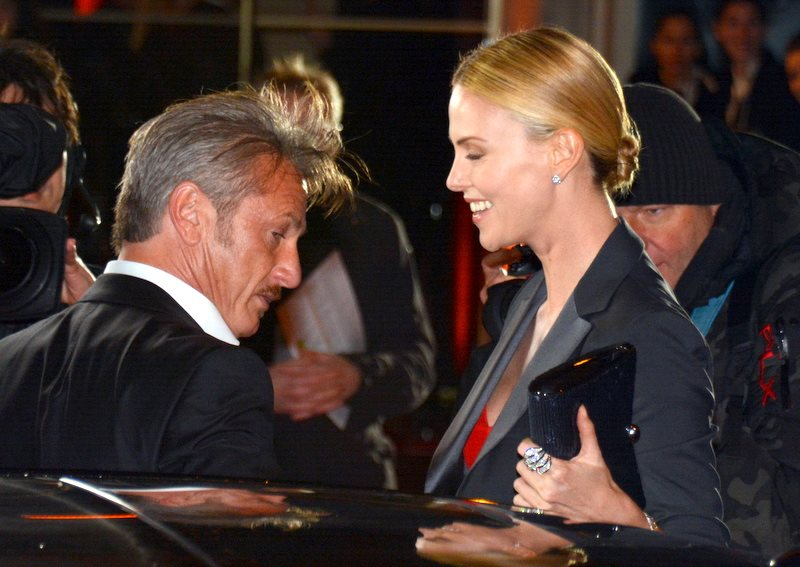
Sean Penn és Charlize Theron 2015-ben

Penn 1984-ben, a Versenyfutás a Holddal után eljegyezte Elizabeth McGovernt, azonban később nem lett belőle semmi.
Penn 1984-ben ellátogatott Madonna Material Girl című klipjének felvételére, ahol egymásba szerettek, és ezt követően Madonna 27. születésnapján, 1985-ben feleségül vette az énekesnőt. Sean legénybúcsújára öccse, Chris felfogadta a mexikói születésű Kitten Natividad sztriptíztáncosnőt, Russ Meyer élettársát, akivel Chris egy évvel korábban, 1984-ben együtt játszott a Szabadnak születtek c. filmben. A házasságban töltött idő, mindkét fél elmondása szerint, pokoli négy év volt.
Valójában nem is tudom, ki lett volna képes velem együtt élni ebben az időszakban.
Hollywood szerint a legzűrösebb pár lett 1984-ben. Sean Penn többször is botrányba keveredett, még egy paparazzót is megtámadott, amiért 60 napos börtönbüntetésre ítélték, ami végül 32 nap lett. Házasságuk során együtt játszottak a feledhető Sanghaji meglepetésben. Penn és Madonna 1989-ben elváltak.
Sean válása után megismerkedett Robin Wright-tal, akitől 1991-ben megszületett első gyermekük, Dylan Frances. Második gyermeke Jack Hopper, aki 1993-ban született. Penn és Wright egészen 1996-ig várt az összeházasodással. A színész pár 2007 december elején bejelentette a válást, de ezt csak 2010-ben véglegesítették.
2014-ben eljegyezte Charlize Theront, aki 2015-ben felbontotta a jegyességüket.
Az 1990-es évek közepén énekes és dalszerző lett. 
Johnny Depp, Mick Hucknall, John Malkovich és Penn résztulajdonosai egy párizsi étterem-bárnak, a Man Raynek. Nagyon jó barátja Robert De Niro, Jack Nicholson és Lars Ulrich, a Metallica dobosa.

### Politikai aktivizmus
Penn aktívan támogat számos politikai és társadalmi célt. 2005. június 10-én látogatást tett Iránban. 2006. január 7-én különleges vendég volt az Amerikai Progresszív Demokratáknál, majd Demokratikus kongresszusi jelölt lett Charles Brownnál és az aktivista Cindy Sheehannál. Megrendezték a kaliforniai Sacramentóban a háborúellenes Out of Irak Forumot, hogy tiltakozzanak az iraki háború ellen. 2008-ban Penn elutazott Kubába, ahol találkozott az elnökkel, Raúl Castróval.
Emellett Penn egy 56 000 dolláros hirdetést adott fel a Washington Postban, ahol felszólalt George W. Bush ellen, amiért nem vet véget az iraki háborúnak.
2005-ben Penn Louisiana államba, New Orleansba utazott, hogy támogassa a Katrina hurrikán áldozatait, és személyesen is részt vett a mentésekben. Szerepelt még Spike Lee Katrina hurrikánról szóló dokumentumfilmjében, a Rekviem a hurrikánról-ban.
LMBT polgári jogok érdekében főszerepet vállalt a Milk című filmben, amiért Oscar-díjat kapott.

## Filmográfia

### Film

#### Rendező, író és producer
| Év   | Magyar cím                | Eredeti cím                                               | Feladatkör | Feladatkör | Feladatkör | Megjegyzések    |
| Év   | Magyar cím                | Eredeti cím                                               | Rendező    | Író        | Producer   | Megjegyzések    |
| ---- | ------------------------- | --------------------------------------------------------- | ---------- | ---------- | ---------- | --------------- |
| 1991 | Indián vér                | The Indian Runner                                         | Igen       | Nem        | Igen       |                 |
| 1995 | Menekülés az éjszakába    | The Crossing Guard                                        | Igen       | Igen       | Igen       |                 |
| 2001 | Az ígéret megszállottja   | The Pledge                                                | Igen       | Nem        | Igen       |                 |
| 2001 |                           | Bruce Springsteen: The Complete Video Anthology 1978-2000 | Igen       | Nem        | Nem        |                 |
| 2002 | 110901 – Szeptember 11.   | 11’09’01 – September 11                                   | Igen       | Nem        | Igen       | U.S.A. szegmens |
| 2004 |                           | Peter Gabriel: Play                                       | Igen       | Nem        | Nem        |                 |
| 2007 | Út a vadonba              | Into the Wild                                             | Igen       | Igen       | Igen       |                 |
| 2012 |                           | Americans                                                 | Nem        | Sztori     | Nem        | rövidfilm       |
| 2015 | Gunman                    | The Gunman                                                | Nem        | Igen       | Igen       |                 |
| 2016 | Az utolsó próba           | The Last Face                                             | Igen       | Nem        | Nem        |                 |
| 2021 | Flag Day – A zászló napja | Flag Day                                                  | Igen       | Nem        | Nem        |                 |
| 2023 |                           | Superpower                                                | Igen       | Nem        | Nem        | dokumentumfilm  |
| 2023 |                           | Asphalt City                                              | Nem        | Nem        | Igen       |                 |

#### Színész
| Év   | Magyar cím                       | Eredeti cím                        | Szerep                                   | Magyar hang          | Rendező                     |
| ---- | -------------------------------- | ---------------------------------- | ---------------------------------------- | -------------------- | --------------------------- |
| 1981 | Takarodó                         | Taps                               | Alex Dwyer kadét-százados                | Dózsa Zoltán         | Harold Becker               |
| 1982 | Változó világ                    | Fast Times at Ridgemont High       | Jeff Spicoli                             | Bartucz Attila       | Amy Heckeling               |
| 1983 | Nehézfiúk                        | Bad Boys                           | Mick O'Brien                             | Csőre Gábor          | Rick Rosenthal              |
| 1983 | Kockázatos üzlet                 | Risky Business                     | ismeretlen cameoszerep                   |                      | Paul Brickman               |
| 1983 |                                  | Summerspell                        | Buddy                                    |                      | Linda Shanklin              |
| 1984 | Kasszafúrók                      | Crackers                           | Don Dillard                              | Boros Zoltán         | Louis Malle                 |
| 1984 | Versenyfutás a Holddal           | Racing with the Moon               | Henry 'Hopper' Nash                      | Czvetkó Sándor       | Richard Benjamin            |
| 1985 | Sólyom és a nepper               | The Falcon and the Snowman         | Daulton Lee                              | Stohl András         | John Schlesinger            |
| 1985 | Sólyom és a nepper               | The Falcon and the Snowman         | Daulton Lee                              | Tokaji Csaba         | John Schlesinger            |
| 1986 | Lőtávolban                       | At Close Range                     | Brad Whitewood Jr.                       | Rékasi Károly        | James Foley                 |
| 1986 | Lőtávolban                       | At Close Range                     | Brad Whitewood Jr.                       | Stohl András         | James Foley                 |
| 1986 | Lőtávolban                       | At Close Range                     | Brad Whitewood Jr.                       | Dányi Krisztián      | James Foley                 |
| 1986 | Sanghaji meglepetés              | Shanghai Surprise                  | Glendon Wasey                            | Rékasi Károly        | Jim Goddard                 |
| 1988 | Színek                           | Colors                             | Danny McGavin rendőr                     | Görög László         | Dennis Hopper               |
| 1988 | Ítélet Berlinben (Menedékjog)    | Judgment in Berlin                 | Guenther X                               | Háda János           | Leo Penn                    |
| 1988 | Ítélet Berlinben (Menedékjog)    | Judgment in Berlin                 | Guenther X                               | Görög László         | Leo Penn                    |
| 1989 | A háború áldozatai               | Casualties of War                  | Tony Meserve őrmester                    | Jakab Csaba          | Brian De Palma (1.)         |
| 1989 | A háború áldozatai               | Casualties of War                  | Tony Meserve őrmester                    | Fekete Ernő          | Brian De Palma (1.)         |
| 1989 | A háború áldozatai               | Casualties of War                  | Tony Meserve őrmester                    | Rajkai Zoltán        | Brian De Palma (1.)         |
| 1989 | Nem vagyunk mi angyalok          | We're No Angels                    | Jim                                      | Kaszás Attila        | Neil Jordan                 |
| 1990 | A pokol konyhája                 | State of Grace                     | Terry Noonan                             | Forgács Péter        | Phil Joanou                 |
| 1990 | A pokol konyhája                 | State of Grace                     | Terry Noonan                             | Bozsó Péter          | Phil Joanou                 |
| 1990 | A pokol konyhája                 | State of Grace                     | Terry Noonan                             | Rajkai Zoltán        | Phil Joanou                 |
| 1990 | Kékharisnya                      | Cool Blue                          | Phil a vízvezeték-szerelő                | Sztarenki Pál        | Mark Mullin                 |
| 1990 | Kékharisnya                      | Cool Blue                          | Phil a vízvezeték-szerelő                | Sztarenki Pál        | Richard Shepard             |
| 1992 |                                  | Cruise Control (rövidfilm)         | Jeffrey                                  |                      | Matt Palmieri               |
| 1993 | Carlito útja                     | Carlito's Way                      | David Kleinfeld                          | Szacsvay László      | Brian De Palma (2.)         |
| 1995 | Ments meg, Uram!                 | Dead Man Walking                   | Matthew Poncelet                         | Stohl András         | Tim Robbins                 |
| 1995 | Ments meg, Uram!                 | Dead Man Walking                   | Matthew Poncelet                         | Karácsonyi Zoltán    | Tim Robbins                 |
| 1997 | Szeretetvágy                     | Loved                              | Michael                                  |                      | Erin Dignam                 |
| 1997 | Életem szerelme                  | She's So Lovely                    | Eddie Quinn                              | Reisenbüchler Sándor | Nick Cassavetes             |
| 1997 | Halálkanyar                      | U Turn                             | Bobby Cooper                             | Kálid Artúr          | Oliver Stone                |
| 1997 | Játsz/ma                         | The Game                           | Conrad Van Orton                         | Stohl András         | David Fincher               |
| 1997 | Játsz/ma                         | The Game                           | Conrad Van Orton                         | Kaszás Attila        | David Fincher               |
| 1997 | Pancsolj, pancser!               | Hugo Pool                          | stoppos                                  | Stohl András         | Robert Downey Sr.           |
| 1998 | Zűrzavar                         | Hurlyburly                         | Eddie                                    | Kaszás Attila        | Anthony Drazan              |
| 1998 | Az őrület határán                | The Thin Red Line                  | Edward Welsh őrmester                    | Epres Attila         | Terrence Malick (1.)        |
| 1999 | A John Malkovich menet           | Being John Malkovich               | önmaga                                   |                      | Spike Jonze                 |
| 1999 | A világ második legjobb gitárosa | Sweet and Lowdown                  | Emmet Ray                                | Kaszás Attila        | Woody Allen                 |
| 2000 | Gyilkosság a villában            | Up at the Villa                    | Rowley Flint                             | Crespo Rodrigo       | Philip Haas                 |
| 2000 | Mielőtt leszáll az éj            | Before Night Falls                 | Cuco Sanchez                             |                      | Julian Schnabel             |
| 2000 | Örvénylő vizeken                 | The Weight of Water                | Thomas Janes                             | Kaszás Attila        | Kathryn Bigelow             |
| 2001 | Nevem Sam                        | I Am Sam                           | Sam Dawson                               | Görög László         | Jessie Nelson               |
| 2003 | Pauly Shore halott               | Pauly Shore Is Dead                | önmaga (cameoszerep)                     | Tarján Péter         | Pauly Shore                 |
| 2003 | A végső megoldás: szerelem       | It's All About Love                | Marciello                                | Stohl András         | Thomas Vinterberg           |
| 2003 | Titokzatos folyó                 | Mystic River                       | James "Jimmy" Markum                     | Kaszás Attila        | Clint Eastwood              |
| 2003 | 21 gramm                         | 21 Grams                           | Paul Rivers                              | Görög László         | Alejandro González Iñárritu |
| 2004 | A Richard Nixon-merénylet        | The Assassination of Richard Nixon | Samuel J. Bickle                         | Kaszás Attila        | Niels Mueller               |
| 2005 | A tolmács                        | The Interpreter                    | Tobin Keller                             | Kaszás Attila        | Sydney Pollack              |
| 2006 | A király összes embere           | All the King's Men                 | Willie Stark                             | Kaszás Attila        | Steve Zaillian              |
| 2007 | Persepolis                       | Persepolis                         | Marjane apja (angol nyelvű szinkronhang) |                      | Marjane Satrapi             |
| 2007 | Persepolis                       | Persepolis                         | Marjane apja (angol nyelvű szinkronhang) | Vincent Paronnaud    |                             |
| 2008 | Minden azzal kezdődött           | What Just Happened                 | önmaga                                   | Görög László         | Barry Levinson              |
| 2008 | Trópusi vihar                    | Tropic Thunder                     | önmaga (cameo)                           |                      | Ben Stiller (1.)            |
| 2008 | Milk                             | Milk                               | Harvey Milk                              | Forgács Péter        | Gus Van Sant                |
| 2010 | Államtrükkök                     | Fair Game                          | Joseph C. Wilson                         | Görög László         | Doug Liman                  |
| 2011 | Az élet fája                     | The Tree of Life                   | Jack felnőttként                         | Görög László         | Terrence Malick (2.)        |
| 2011 | Helyben vagyunk (Ez az a hely)   | This Must Be the Place             | Cheyenne                                 | Görög László         | Paolo Sorrentino            |
| 2012 |                                  | Americans (rövidfilm)              | Commie                                   |                      | Jameson Stafford            |
| 2013 | Gengszterosztag                  | Gangster Squad                     | Mickey Cohen                             | Epres Attila         | Ruben Fleischer             |
| 2013 | Walter Mitty titkos élete        | The Secret Life of Walter Mitty    | Sean O'Connell                           | Epres Attila         | Ben Stiller (2.)            |
| 2015 | Gunman                           | The Gunman                         | Jim Terrier                              | Görög László         | Pierre Morel                |
| 2016 | Angry Birds – A film             | The Angry Birds Movie              | Terence (hangja)                         | eredeti hang         | Clay Kaytis                 |
| 2016 | Angry Birds – A film             | The Angry Birds Movie              | Terence (hangja)                         | eredeti hang         | Fergal Reilly               |
| 2016 |                                  | Sound of Sun (rövidfilm)           | férfi                                    |                      | Eva Doležalová              |
| 2019 | A professzor és az őrült         | The Professor and the Madman       | Dr. William Chester Minor                | Jakab Csaba          | Farhad Safinia              |
| 2021 | Flag Day – A zászló napja        | Flag Day                           | John Vogel                               | Epres Attila         | Sean Penn                   |
| 2021 | Licorice Pizza                   | Licorice Pizza                     | Jack Holden                              | Görög László         | Paul Thomas Anderson (1.)   |
| 2023 |                                  | Asphalt City                       | Gene Rutkovsky                           |                      | Jean-Stéphane Sauvaire      |
| 2023 | Apuci                            | Daddio                             | Clark                                    |                      | Christy Hall                |
| 2023 |                                  | Gonzo Girl                         | ismeretlen szerep                        |                      | Patricia Arquette           |
| 2025 | Egyik csata a másik után         | One Battle After Another           | Steven J. Lockjaw                        |                      | Paul Thomas Anderson (2.)   |

### Televízió
| Év   | Magyar cím                   | Eredeti cím                  | Szerep           | Megjegyzések |
| ---- | ---------------------------- | ---------------------------- | ---------------- | ------------ |
| 1974 | A farm, ahol élünk           | Little House on the Prairie  | srác             | 1 epizód     |
| 1979 |                              | Barnaby Jones                | Sam              | 1 epizód     |
| 1981 |                              | The Killing of Randy Webster | Don Fremont      | tévéfilm     |
| 1997 |                              | Ellen                        | önmaga           | 1 epizód     |
| 1998 |                              | The Larry Sanders Show       | önmaga           | 1 epizód     |
| 2001 | Jóbarátok                    | Friends                      | Eric             | 2 epizód     |
| 2004 | Viva La Bam                  | Viva La Bam                  | önmaga           | 1 epizód     |
| 2004 | Két pasi – meg egy kicsi     | Two and a Half Men           | önmaga           | 1 epizód     |
| 2016 | Family Guy                   | Family Guy                   | önmaga (hangja)  | 1 epizód     |
| 2018 |                              | The First                    | Tom Haggerty     | 8 epizód     |
| 2020 | Félig üres                   | Curb Your Enthusiasm         | önmaga           | 1 epizód     |
| 2022 | Gaslit – A Watergate-botrány | Gaslit                       | John N. Mitchell | minisorozat  |
| 2023 |                              | C*A*U*G*H*T                  | önmaga           | 6 epizód     |

## Fontosabb díjak és jelölések

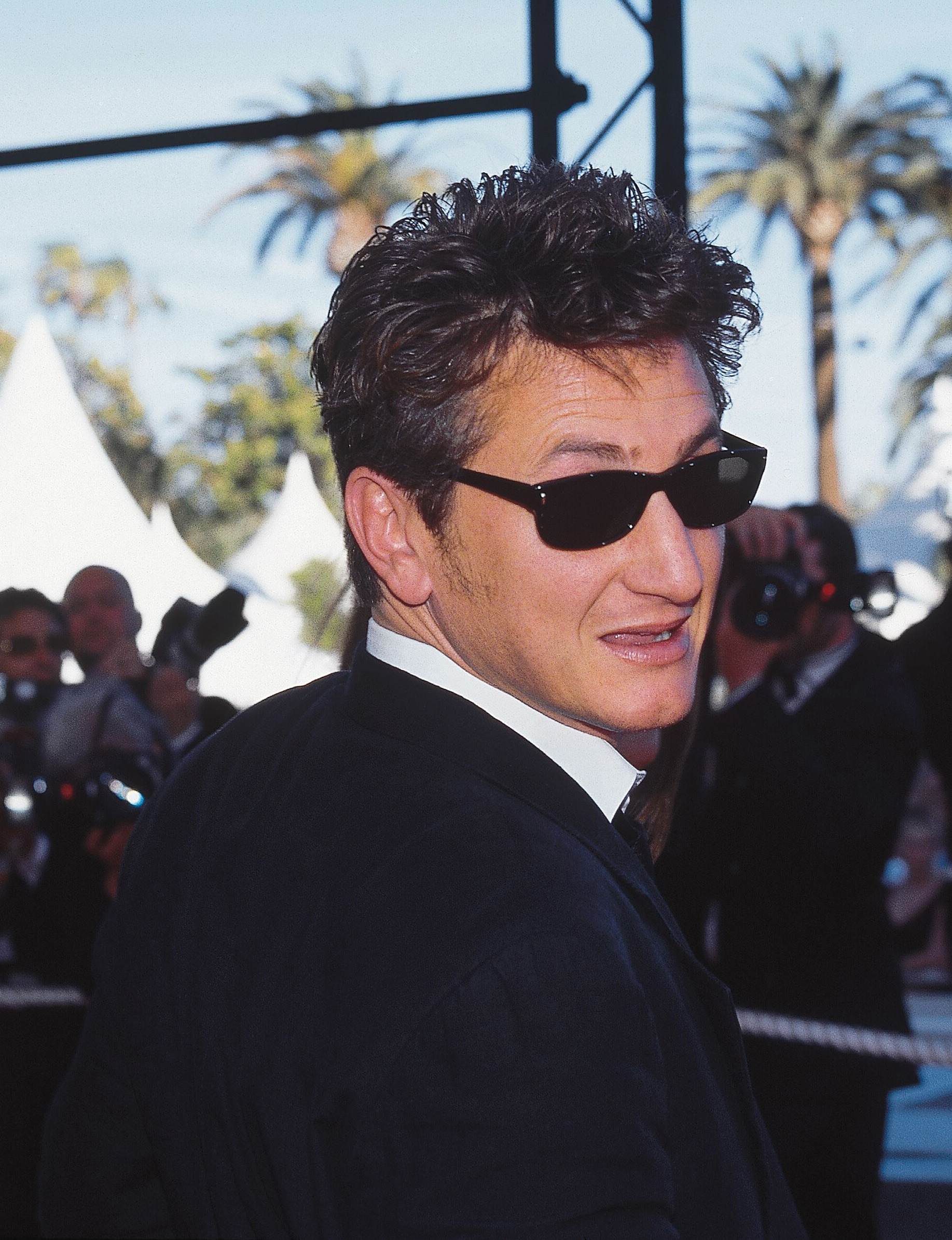
A 2000-es cannes-i filmfesztiválon

### Színészként
| Év   | Kategória | Díj                                          | Film                             |
|      |           | Oscar-díj                                    |                                  |
| ---- | --------- | -------------------------------------------- | -------------------------------- |
| 2009 | díj:      | legjobb férfi főszereplő                     | Milk                             |
| 2004 | díj:      | legjobb férfi főszereplő                     | Titokzatos folyó                 |
| 2002 | jelölés:  | legjobb férfi főszereplő                     | Nevem Sam                        |
| 2000 | jelölés:  | legjobb férfi főszereplő                     | A világ második legjobb gitárosa |
| 1996 | jelölés:  | legjobb férfi főszereplő                     | Ments meg, Uram!                 |
|      |           | BAFTA-díj                                    |                                  |
| 2009 | jelölés:  | legjobb férfi főszereplő                     | Milk                             |
| 2004 | jelölés:  | legjobb férfi főszereplő                     | 21 gramm                         |
| 2004 | jelölés:  | legjobb férfi főszereplő                     | Titokzatos folyó                 |
|      |           | Berlini Nemzetközi Filmfesztivál             |                                  |
| 1996 | díj:      | legjobb színész                              | Ments meg, Uram!                 |
|      |           | Cannes-i filmfesztivál                       |                                  |
| 1997 | díj:      | Legjobb férfi alakítás díja                  | Életem szerelme                  |
|      |           | Golden Globe-díj                             |                                  |
| 2009 | jelölés:  | Legjobb férfi színész (dráma)                | Milk                             |
| 2004 | díj:      | Legjobb férfi színész (dráma)                | Titokzatos folyó                 |
| 2000 | jelölés:  | Legjobb férfi színész (komédia vagy musical) | A világ második legjobb gitárosa |
| 1996 | jelölés:  | Legjobb férfi színész (dráma)                | Ments meg, Uram!                 |
| 1994 | jelölés:  | legjobb férfi mellékszereplő                 | Carlito útja                     |
|      |           | Arany Málna díj                              |                                  |
| 1987 | jelölés:  | legrosszabb férfi főszereplő                 | Sanghaji meglepetés              |
|      |           | Sant Jordi-díj                               |                                  |
| 1996 | jelölés:  | Legjobb külföldi színész                     | Ments meg, Uram!                 |
|      |           | Velencei Nemzetközi Filmfesztivál            |                                  |
| 2003 | díj:      | Volpi Kupa                                   | 21 gramm                         |
| 1998 | díj:      | Volpi Kupa                                   | Zűrzavar                         |

### Rendezőként
| Év   | Kategória | Díj                               | Film                    |
|      |           | Berlini Nemzetközi Filmfesztivál  |                         |
| ---- | --------- | --------------------------------- | ----------------------- |
| 2001 | jelölés:  | Arany Medve díj a legjobb filmnek | Az ígéret megszállottja |
|      |           | Cannes-i fesztivál                |                         |
| 2001 | jelölés:  | Arany Pálma                       | Az ígéret megszállottja |
|      |           | César-díj                         |                         |
| 2009 | jelölés:  | legjobb külföldi film             | Út a vadonba            |
| 2003 | jelölés:  | az Európai Unió legjobb filmje    | 110901 – Szeptember 11. |
|      |           | David di Donatello-díj            |                         |
| 2008 | jelölés:  | Legjobb külföldi film             | Út a vadonba            |
|      |           | Locarnói Nemzetközi Filmfesztivál |                         |
| 1991 | jelölés:  | Arany Leopárd                     | Indián vér              |
|      |           | Velencei Nemzetközi Filmfesztivál |                         |
| 2002 | díj:      | UNESCO-díj                        | 110901 – Szeptember 11. |
| 1995 | jelölés:  | Arany Oroszlán                    | Menekülés az éjszakába  |

### Egyéb
| Év   | Kategória | Díj                                      |
|      |           | Arany Alma-díj                           |
| ---- | --------- | ---------------------------------------- |
| 1986 | díj:      | Sour Apple                               |
|      |           | Britannia-díj                            |
| 2008 | díj:      | Britannia-díj                            |
|      |           | Broadcast Filmkritikusok Szövetsége      |
| 2012 | díj:      | Joel Siegel-díj                          |
|      |           | Denver Nemzetközi Filmfesztivál          |
| 2000 | díj:      | John Cassavetes-díj                      |
|      |           | Hollywood Filmfesztivál                  |
| 2010 | díj:      | Humanitárius-díj                         |
|      |           | San Franciscoi Nemzetközi Filmfesztivál  |
| 1999 | díj:      | Peter J. Owens-díj                       |
|      |           | San Sebastián-i Nemzetközi Filmfesztivál |
| 2003 | díj:      | Donostia-életműdíj                       |
|      |           | Zürich Filmfesztivál                     |
| 2011 | díj:      | Életműdíj – Arany Ikon-díj               |